# Putten (Eindhoven)
Putten is een wijk in het stadsdeel Stratum in de stad Eindhoven, in de Nederlandse provincie Noord-Brabant. De wijk ligt in het zuidoosten van Eindhoven. Op 1 januari 2023 telde de wijk 14.680 inwoners, verdeeld over 6.915 woningen, met een gemiddelde WOZ-waarde van € 389.000, op een oppervlakte van 6,31 km².
De wijk bestaat uit de volgende buurten:
- Poeijers
- Burghplan
- Sintenbuurt (Bonifaciuslaan)
- Tivoli
- Gijzenrooi
- Nieuwe Erven
- Kruidenbuurt
- Schuttersbosch
- Leenderheide

De wijk is vernoemd naar de Putten, een van de buurtschappen die tussen Eindhoven en Geldrop lag. Ook de buurt Poeijers, een industrieterrein, is vernoemd naar een voormalige buurtschap op die plek, de Poeijers. De Leenderheide is een natuurgebied, als onderdeel van Leenderbos en Groote Heide.

## Fotogalerij

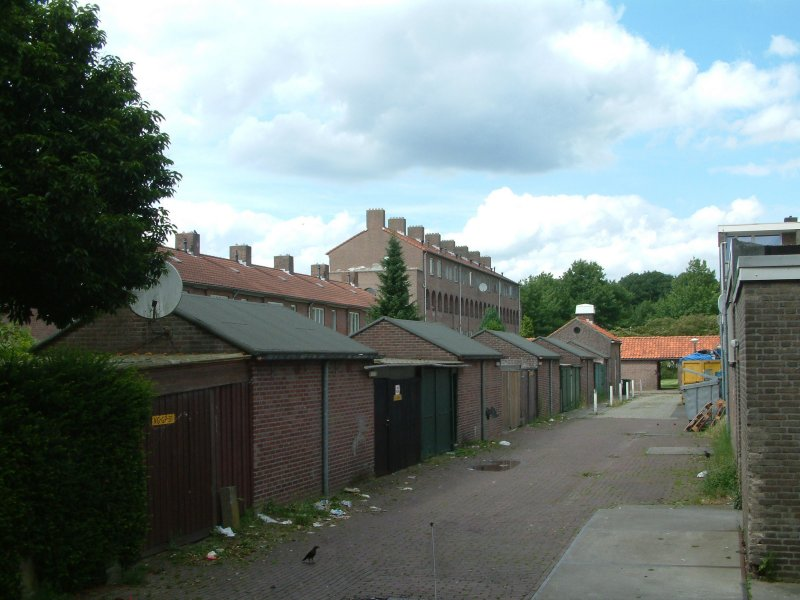
Achterzijde van Honthorststraat (Burghplan)
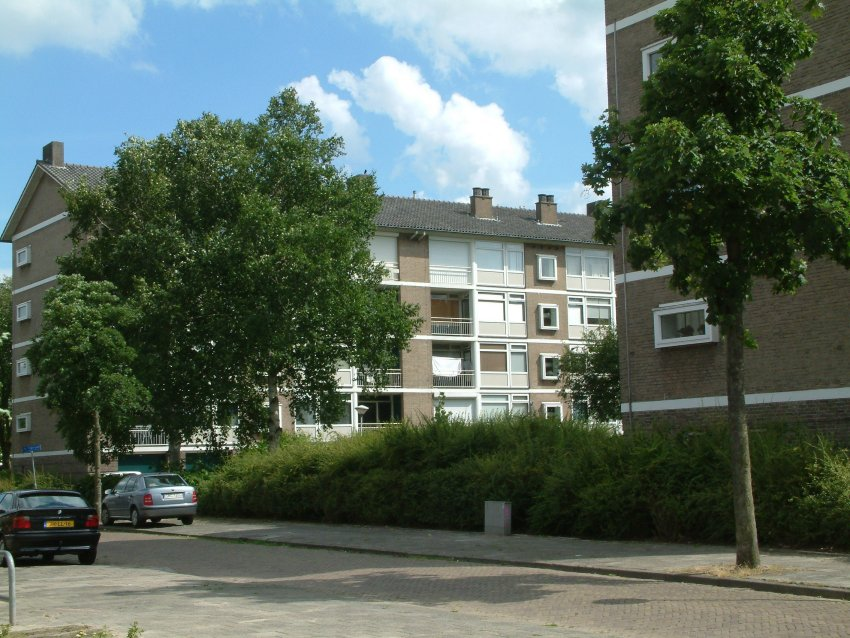
Gustaaf de Smetstraat (Burghplan)
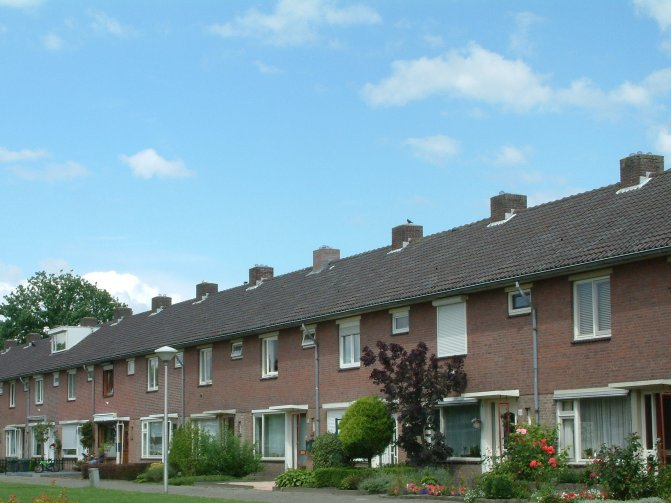
Kardinaal van Rossumstraat (Sintenbuurt)
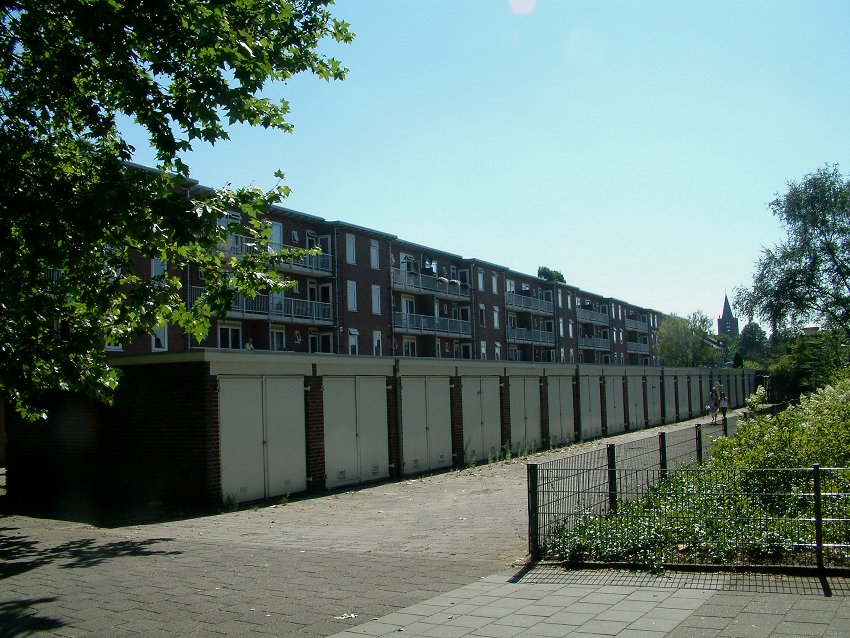
Bosranklaan (Nieuwe Erven)
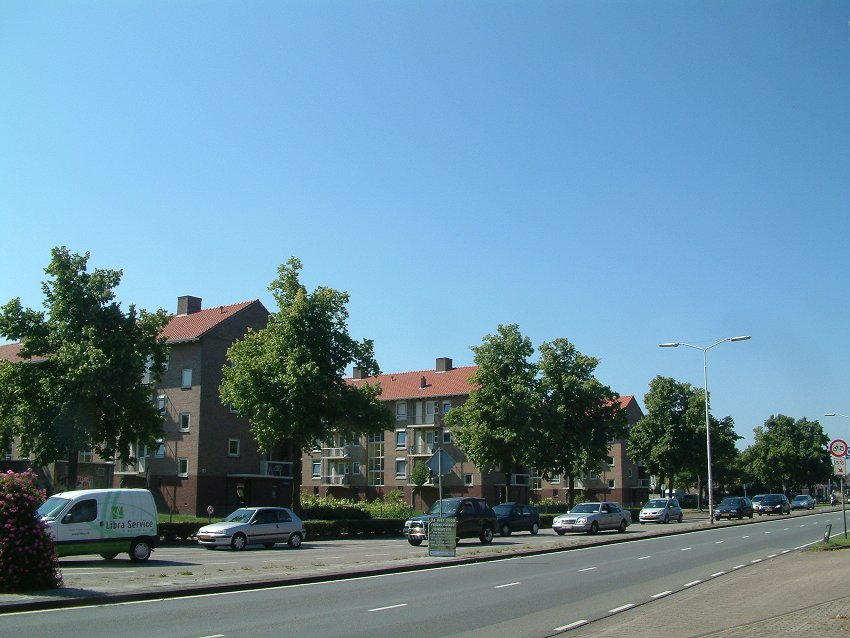
Petuniapad en Lobeliapad, gelegen aan Ring (Nieuwe Erven)
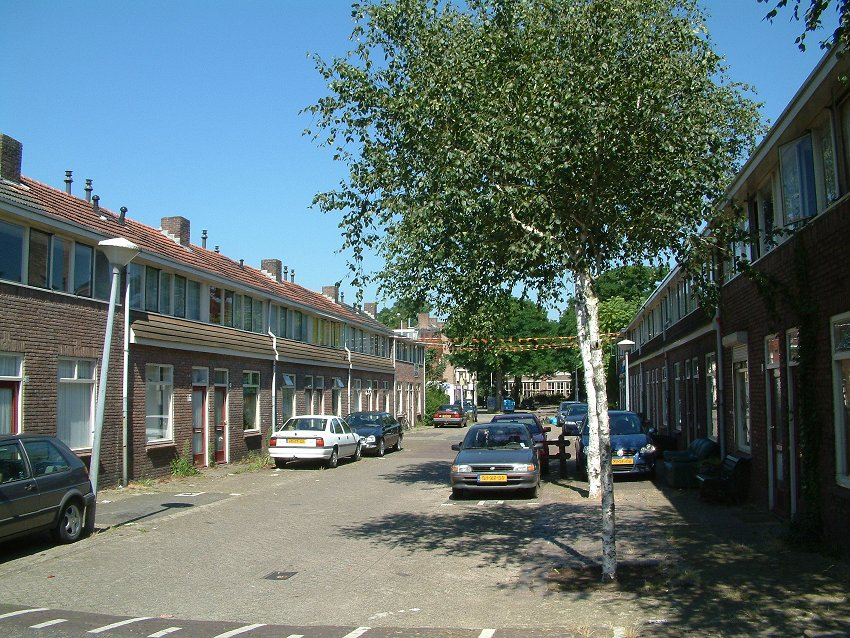
Laurierstraat (Kruidenbuurt)